# Schizotrichum lobeliae
Schizotrichum lobeliae är en svampart som beskrevs av McAlpine 1903. Schizotrichum lobeliae ingår i släktet Schizotrichum, divisionen sporsäcksvampar och riket svampar.   Inga underarter finns listade i Catalogue of Life.